# Josephine Dubray
Josephine Dubray (Parigi, 31 gennaio 1818 – Vienna, 9 febbraio 1903) è stata una fotografa francese.

## Biografia
La storia di Josephine Gabrielle Angelique Dubray appare interessante perché mostra come la diffusione del dagherrotipo sia stata rapidissima in tutta Europa, in questo caso nell'Italia centrale, dove la Dubray, allieva di Daguerre e fotografa ambulante, come si diceva allora, arrivò a Genova, proseguendo per l'Emilia e toccando anche Firenze, seppur per pochissimo tempo, portando con sé la grande novità che avrebbe rivoluzionato la percezione dell'immagine.
Figlia di Jean Pierre Dubray e di Marie Josephine Louise Fourcade, appartiene ad una famiglia di artisti. Infatti sia il padre che il fratello Vital Gabriel (1813-1892) furono entrambi scultori. Il fratello verrà insignito della Legion d'onore.
Il viaggio di Josephine iniziò nel 1842 quando arriva a Genova e nello stesso anno partorirà un bambino del quale non si conosce il padre ed assumerà il cognome della madre, Luigi Augusto Dubray (1842-1900) che diverrà anche lui fotografo.
Dal 1844 al 1846 Dubray si mosse in varie città emiliane, Parma, Forlì, Bologna e Cesena. In ogni città pubblicizzò la propria attività ed in molti si fecero fotografare da lei. Ad esempio, ecco l'avviso pubblicato sia sulla "Gazzetta di Parma" che su "Il Facchino, giornale di scienze, lettere ed arti":
Da un'altra testimonianza, tratta dal volume Fotografia e Fotografi a Bologna 1839-1900 a cura di Giuseppina Benasatti e Angela Tromellini, edito nel 1992, si apprende che:
In questi viaggi, come a Bologna nel 1844, sappiamo che, oltre a fotografare, la Dubray insegnò i vari procedimenti fotografici e la teoria e la pratica della fotografia con il dagherrotipo. Ancora nel 1844 andò a Firenze come riporta una notizia della "Gazzetta di Firenze". L'anno successivo la troviamo a Forlì dove ottenne una presentazione perché il padre della storica Zellide Fattiboni, che anni dopo pubblicherà importanti memorie per la conoscenza del territorio cesenate, l'aiuti nella sua professione e le trovi i clienti.
Ed è proprio a Cesena che Dubray conobbe e si innamorò di Antonio Pio, pittore cesenate formatosi all'Accademia nazionale di San Luca di Roma, allievo di Tommaso Minardi. Nel 1847 nacque il figlio Alberto al quale Antonio Pio diede il nome ma venne registrato come illegittimo perché la coppia non era sposata. La nascita avvenne a Milano dove la coppia risiedeva e che non farà più ritorno a Cesena. Il laboratorio cesenate verrà ceduto nel 1856 a Luigi Zanoli che continuerà l'attività di fotografo.
Pio e Dubray si sposarono nel 1865 a Parigi, dove Antonio morirà il 30 dicembre 1871, come del resto è accertato nel suo certificato di morte, nonostante molte siano le biografie che continuano a citare Londra quale luogo del suo decesso. Successivamente alla morte del pittore, le notizie su Josephine saranno estremamente scarse, è noto che, dal certificato di matrimonio del figlio Alberto, avvenuto nel 1886, che lei era ancora viva ed era residente a Vienna, dove morirà il 9 febbraio 1903, secondo il certificato di morte a nome di "Pio Josefine, geboren Dubray", nel registro al n. 43.
Tutta l'attività fotografica della Dubray sembra essere andata perduta. Ciò che rimane è il coperchio di una scatola, conservata presso la Biblioteca comunale Mozzi Borgetti di Macerata, che riporta la frase: 
DI PARIGI

ESEGUISCE

RITRATTI AL

DAGHERROTIPO

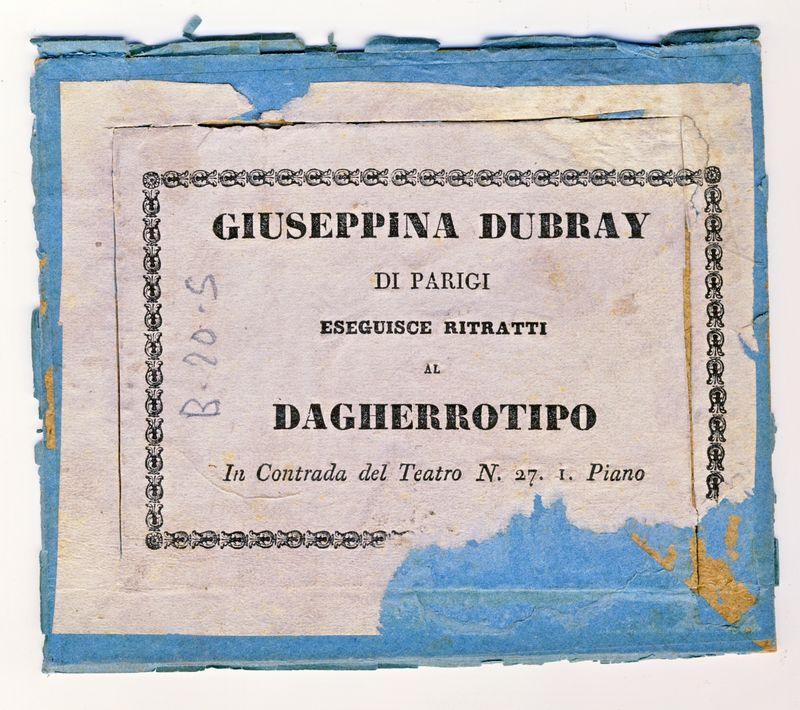
Il coperchio di una scatola di fotografie di Josephine Dubray. Tutto ciò che rimane della sua attività di fotografa

In Contrada del Teatro n.27. 1. piano»
Potrebbe forse trattarsi della Contrada del Teatro d'Angennes a Torino, non più esistente. Corrisponde al tratto di via Principe Amedeo, compreso fra la piazza Carignano e piazza Vittorio Veneto.
Il figlio Alberto, architetto, dopo aver vissuto e lavorato a lungo a Vienna, farà ritorno a Genova nel 1906 dove morirà nel 1911 mentre il figlio Luigi arriverà a Milano nel 1875 dove sposerà Pompea Ottino dalla quale avrà tre figli. In Corso Venezia rileverà lo studio fotografico di Francesco Maderni nel 1890 e dove morirà nel 1900. L'Istituto per i Beni Artistici, Culturali e Naturali della Regione Emilia Romagna conserva la foto, scattata nel 1899, dell'ultima discendente della famiglia, Maria Pescio-Pio, deceduta a Genova nel 1948.